# 김기영 (법조인)
김기영(金基潁, 1968년 4월 9일~)은 헌법재판소 재판관을 지낸 대한민국의 법조인이다.
충청남도 홍성군 출신으로 홍성고등학교와 서울대학교를 나왔다. 1990년 사법시험에 합격해 육군 법무관으로 복무한 뒤 1996년 인천지법 판사를 시작으로 법관 생활을 시작했다.
2009년 미국산 쇠고기 수입반대 시위 재판에 신영철 서울중앙지방법원장이 개입했다는 의혹을 폭로했다. 서울중앙지법 부장판사를 거쳐 2018년 2월 서울동부지법 수석부장판사를 맡았다.
김이수 재판관의 후임으로 더불어민주당의 추천을 받아 2018년 10월 18일 문재인 대통령에 의해 헌법재판소 재판관에 취임하였다.

## 학력
- 홍성고등학교 졸업
- 서울대학교 법과대학 사법학과 학사
- 듀크대학교 법학 석사
- 서울대학교 대학원 법학 박사

## 경력
- 1990년 제32회 사법시험 합격
- 1996년 인천지방법원 판사
- 1998년 서울지방법원 북부지원 판사
- 2000년 대전지방법원 서산지원 판사
- 2000년 듀크대학교 교육파견
- 2001년 대전지방법원 논산지원 판사
- 2003년 특허법원 판사
- 2007년 서울중앙지방법원 판사
- 2009년 광주지방법원 부장판사
- 2010년 수원지방법원 안산지원 부장판사
- 2012년 서울남부지방법원 부장판사
- 2014년 서울중앙지방법원 부장판사
- 2017년 서울동부지방법원 부장판사
- 2018년 서울동부지방법원 수석부장판사
- 2018년 10월~2024년 10월 헌법재판소 재판관